# Kojak
Kojak er en amerikansk politi-dramaserie med Telly Savalas i hovedrollen som Lt. Theo Kojak. Tv-seriens ophavsmand er Abby Mann, og den sendtes første gang på CBS fra 1973, og vistes i 125 episoder til 1978. Kojak var en meget populær tv-serie i 1970'erne, og var kendetegnet ved Telly Savalas' kronragede hoved, græsk-amerikanske baggrund og sit evige sutten på slikkepinde.

## Handling
Serien udspiller sig i New York Citys trettende distrikt og omkring den ubestikkelige Theo Kojak, en skaldet og hårdkogt politimand. Kojak viser en mørk og kynisk kvikhed, og en tendens til at bøje reglerne tilpas meget til en forbryder altid kan dømmes.